# Liên đoàn bóng đá Litva
Liên đoàn bóng đá Litva (tiếng Litva: Lietuvos futbolo federacija) là tổ chức quản lý, điều hành các hoạt động bóng đá ở Litva. Liên đoàn quản lý đội tuyển bóng đá quốc gia Litva, tổ chức các giải bóng đá như vô địch quốc gia và cúp quốc gia. Liên đoàn bóng đá Litva gia nhập FIFA năm 1923 và UEFA năm 1992.

## Liên kết
- Website chính thức (bằng tiếng Litva)
- Litva Lưu trữ ngày 19 tháng 1 năm 2019 tại Wayback Machine ở trang chủ FIFA
- Litva ở trang chủ UEFA